# Danh sách quân chủ Bohemia
Vào khoảng những năm 870, Công quốc Bohemia được thành lập sau khi Bořivoj I tự tuyên bố tước hiệu kníže ("vương công") của toàn xứ Bohemia, khi đó vẫn nằm dưới quyền của nhà nước Đại Moravia. Năm 1198, sau Sắc chỉ vàng Sicilia, Bohemia lúc này được nâng lên hàng vương quốc. Từ năm 1004 đến năm 1806, Bohemia trực thuộc đế quốc La Mã Thần Thánh; trong đó, từ năm 1524 đến năm 1804, Bohemia, cùng với các vùng đất dưới vương quyền của người Séc khác, được cai trị bởi một liên minh cá nhân với nhà Harsburg là người đứng đầu liên minh này. Từ năm 1804 đến năm 1918, xứ Bohemia nằm dưới quyền kiểm soát của đế quốc Áo (thời kỳ 1867 – 1918 thì đế quốc Áo là một phần của nền quân chủ kép là đế quốc Áo-Hung). Sau sự tan rã của đến quốc Áo-Hung, các vùng đất của người Bohemia còn sót lại, còn được biết đến là các vùng đất của người Séc, tạo thành nhà nước Tiệp Khắc và sau năm 1993 là Cộng hòa Séc.

## Danh sách

### Những người cai trị theo truyền thuyết

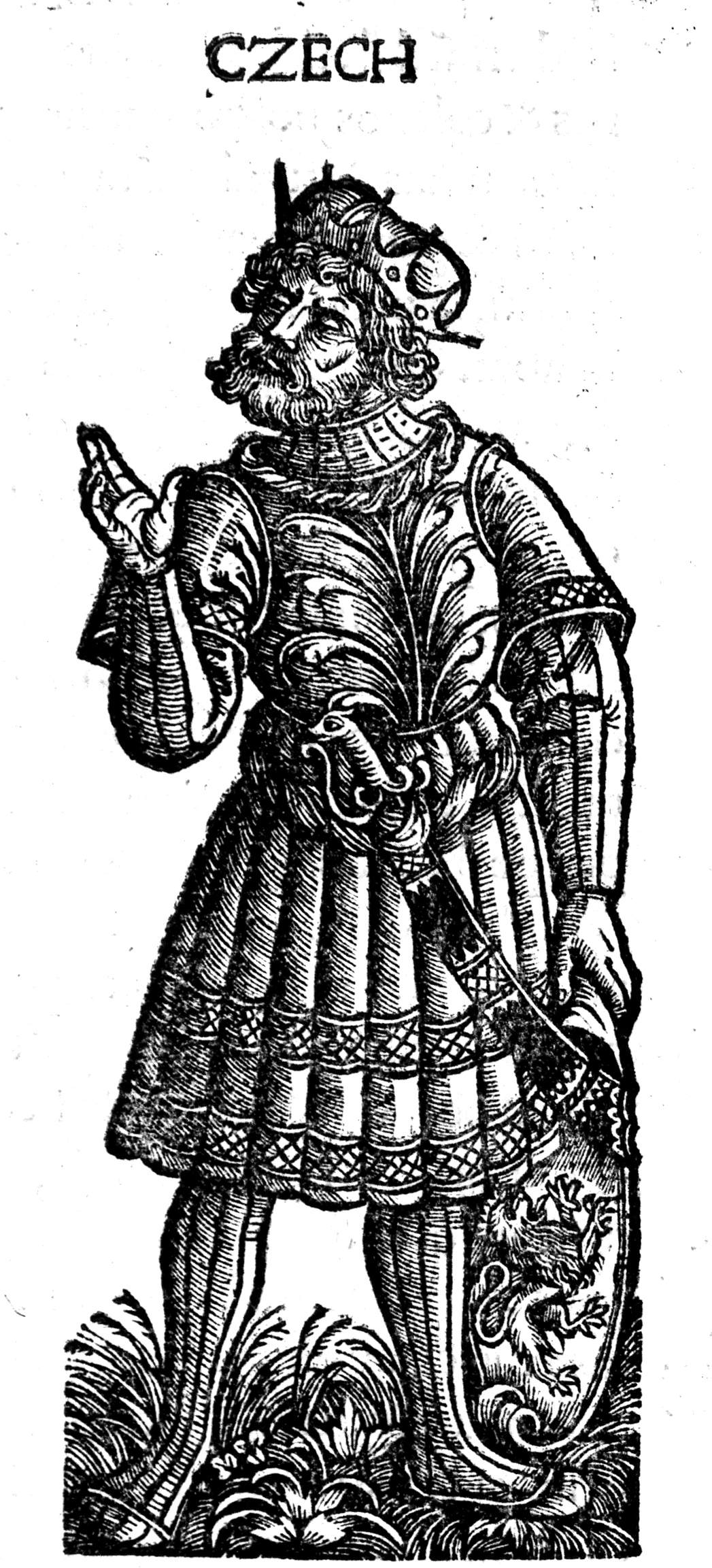
Thủy tổ người Séc
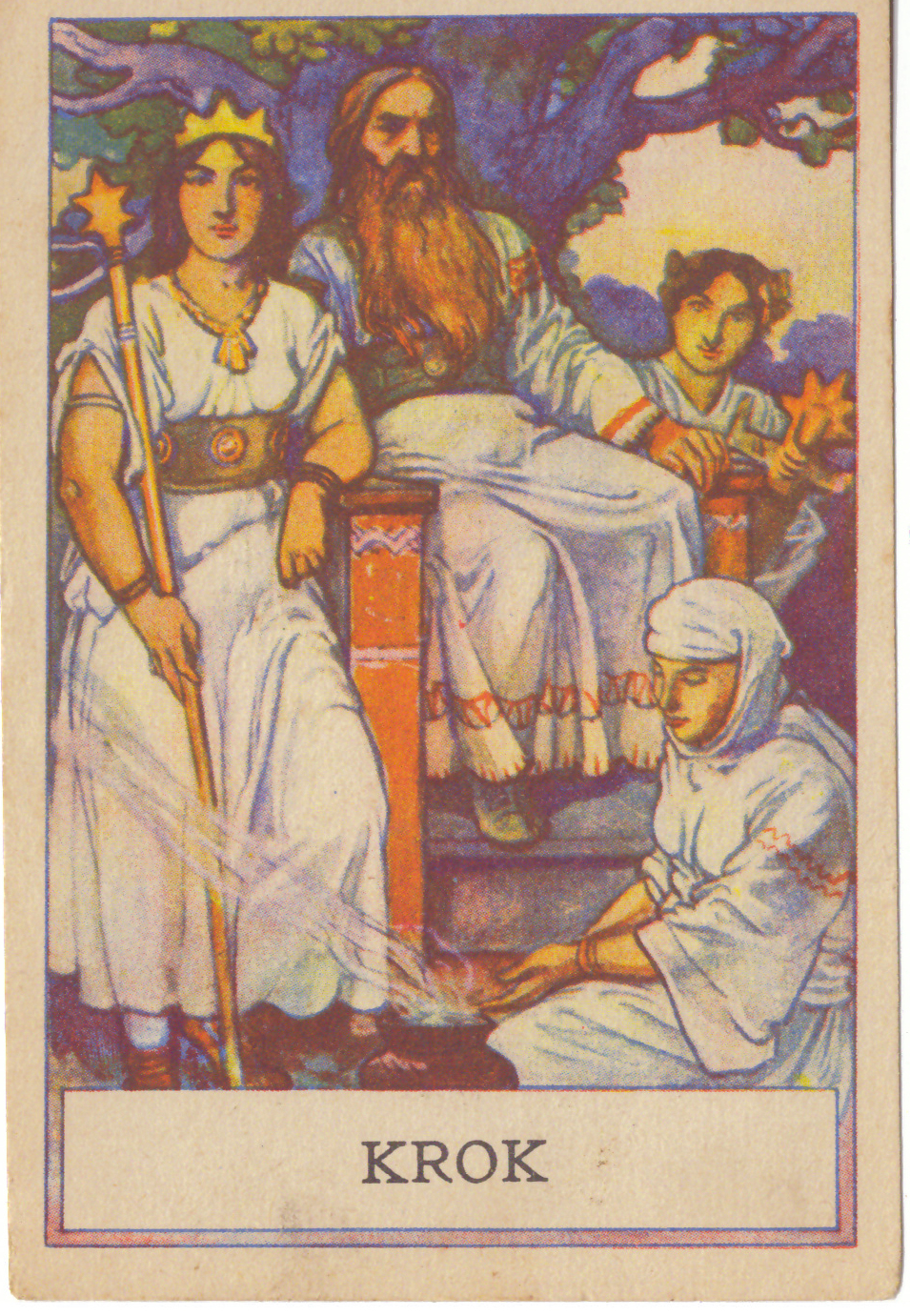
Vương công Krok.
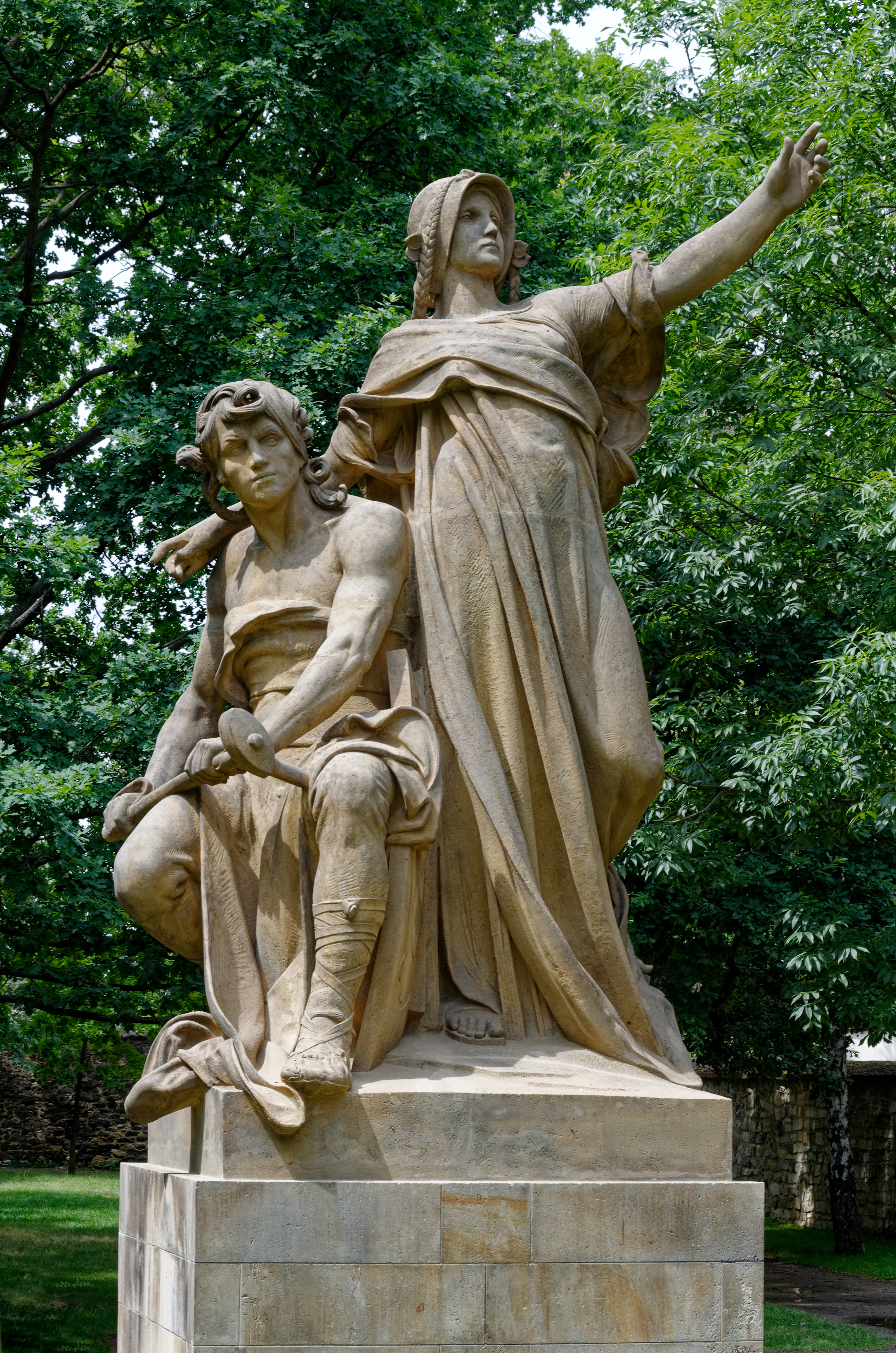
Nữ vương công Libuše (phải) và phu quân là Přemysl Thợ cày (trái).
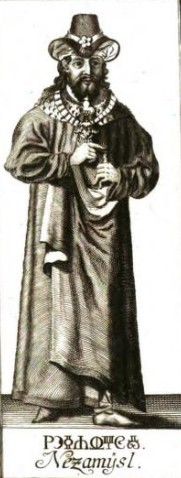
Nezamysl, Vị vương công thần thoại đầu tiên trong bảy vị vương công thần thoại của người Séc.
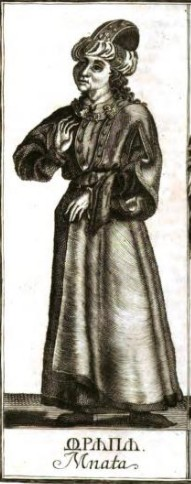
Mnata, vị vương công thần thoại thứ hai.
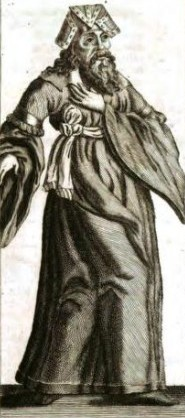
Vojen, vị vương công thần thoại thứ ba.
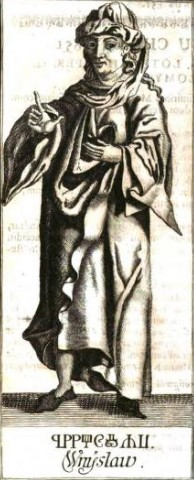
Vnislav, vị vương công thần thoại thứ tư,
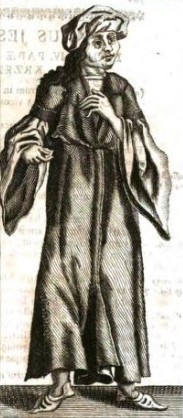
Křesomysl, vị vương công thần thoại thứ năm.
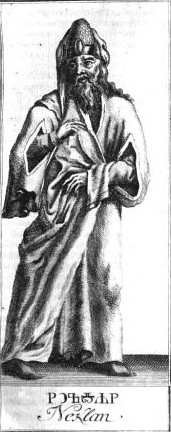
Neklan, vị vương công thần thoại thứ sáu,
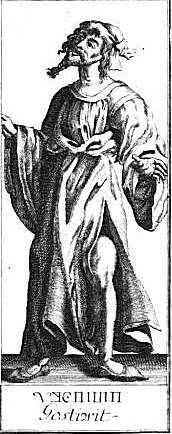
Hostivít, vị vương công thần thoại thứ bảy và cũng là cuối cùng của người Séc.

### Đế quốc Samo(623? – 658 / 659)
| Tên  | Chân dung   | Sinh – mất               | Thời gian cai trị | Hôn nhân |
| ---- | ----------- | ------------------------ | ----------------- | -------- |
| Sámo | không khung | c. 605 (?) – 658/659 (?) | 623 – 658         | Không rõ |

### Đại Moravia(833 – 906)
| Tên          | Chân dung   | Sinh – mất               | Thời gian cai trị                                                             | Hôn nhân                                                            |
| ------------ | ----------- | ------------------------ | ----------------------------------------------------------------------------- | ------------------------------------------------------------------- |
| Mojmír I     | không khung | c. 795 (?) – 846 (?)     | 830 (?) – 846                                                                 | Không rõ                                                            |
| Rastislav    | không khung | c. 813 (?) – sau năm 870 | 846 – 870                                                                     | Không rõ                                                            |
| Svatopluk I  | không khung | c.860 (?) – 894          | 870 – 871                                                                     | Adelaida (?) Sventozizna Ít nhất 1 người con Gisela 1 người con (?) |
| Slavomír     |             | c. 830 – sau năm 873     | 871                                                                           | Không rõ                                                            |
| Svatopluk I  | không khung | c. 860 (?) – 894         | 871 – Tháng 9 năm 885 (Vương công) Tháng 9 năm 885 – 894 (Vua của người Slav) | Adelaida (?) Sventozizna Ít nhất 1 người con Gisela 1 người con (?) |
| Mojmír II    | không khung | c. 871 – 906 (?)         | 894 – 906                                                                     | Không rõ                                                            |
| Svatopluk II | không khung | 884 – 906                | ??? – 906                                                                     | Không rõ                                                            |

### Công quốc Bohemia(c. 870 – 1198)
Vua trong các thời kỳ 1085 – 1092 và 1158 – 1172
| Tên                | Chân dung   | Sinh – mất                                             | Thời gian cai trị                                  | Hôn nhân |
| ------------------ | ----------- | ------------------------------------------------------ | -------------------------------------------------- | --- |
| Nhà Přemysl        |             |                                                        |                                                    | |
| Bořivoj I          | không khung | c. 852/853 – c. 888/890                                | Trước năm 872 – 883                                | Ludmila xứ Bohemia 873 / c. 874 2 người con |
| Strojmír           |             | ? – sau năm 885                                        | 883 (?) – 885 (?)                                  | Không rõ |
| Bořivoj I          | không khung | c. 852/853 – c. 888/890                                | 885 (?) – 889/890 (?)                              | Ludmila xứ Bohemia 873 / c. 874 2 người con |
| Nhà Mojmírovci     |             |                                                        |                                                    | |
| Svatopluk I        | không khung | c. 860 (?) – 894                                       | 888/889/890 – 894                                  | Adelaida (?) Sventozizna Ít nhất 1 người con Gisela 1 người con (?) |
| Nhà Přemysl        |             |                                                        |                                                    | |
| Spytihněv I        | không khung | c. 875 – 915                                           | 894 – 915                                          | Không rõ |
| Vratislav I        | không khung | 875/888 – 13 tháng 2 năm 921                           | 915 – 13 tháng 2 năm 921                           | Drahomíra xứ Stodor c. 906 Ít nhất 6 người con |
| Václav I           | không khung | c. 907 – 28 tháng 9 năm 935/929                        | 13 tháng 2 năm 921/c. 925 – 28 tháng 9 năm 935/929 | Không kết hôn |
| Boleslav I         | không khung | c. 915 – 967/972                                       | Khoảng năm 935 – 967/972                           | Biagota (?) Nhiều nhất 4 người con |
| Boleslav II        | không khung | c. 927/928/932 (?) – 7 tháng 2 năm 999                 | Tháng 7 năm 967/972 – 7 tháng 2 năm 999            | Adivea (?) Nhiều nhất 4 người con Emma xứ Mělník 2/3/4 người con (?) |
| Boleslav III       | không khung | c. 965/Khoảng giữa 968 - 971 – Khoảng giữa 1037 - 1039 | Tháng 2 năm 999 – Tháng 5 năm 1002                 | Không rõ |
| Vladivoj           |             | 981 (?) – Tháng 1 năm 1003                             | Tháng 5 năm 1002 – Tháng 1 năm 1003                | Không rõ |
|                    |             |                                                        |                                                    | |
| Jaromír            | không khung | ? – 4 tháng 11 năm 1038                                | 1003                                               | Không rõ |
| Boleslav III       | không khung | c. 965/Khoảng giữa 968 - 971 – Khoảng giữa 1037 - 1039 | 1003                                               | Không rõ |
| Boleslav Chrabrý   | không khung | 967 – 17 tháng 6 năm 1025                              | 1003 – 1004                                        | Hunilda (?) Con gái- -Rikdag xứ Meißen Đầu những năm 980 Không có con Judit của Hungary (?) Sau năm 985 (?) 1 người conEmnilda xứ Lausitz 988 (?) 4 người conOda xứ Meißen Sau 30 tháng 1 năm 1018 1 người con |
| Jaromír            | không khung | ? – 4 tháng 11 năm 1038                                | Mùa thu 1004 – Mùa xuân 1012                       | Không rõ |
| Oldřich            | không khung | ? – 9 tháng 11 năm 1034                                | 12 tháng 4 năm 1012 – 1033                         | Juta (?) Không có con Božena 1 người con (?) |
| Jaromír            | không khung | ? – 4 tháng 11 năm 1038                                | 1033 – 1034                                        | Không rõ |
| Oldřich            | không khung | ? – 9 tháng 11 năm 1034                                | 1034                                               | Juta (?) Không có con Božena 1 người con (?) |
| Jaromír            | không khung | ? – 4 tháng 11 năm 1038                                | 1034 – 1034/1035                                   | Không rõ |
| Břetislav I        | không khung | 1002/1005 – 10 tháng 1 năm 1055                        | 1034 – 10 tháng 1 năm 1055                         | Judith xứ Schweinfurt 1029 5 người con |
| Spytihněv II       | không khung | 1031 – 28 tháng 1 năm 1061                             | Tháng 1 năm 1055 – 28 tháng 1 năm 1061             | Ida xứ Wettin 2 người con |
| Vratislav II       | không khung | c. 1033 – 14 tháng 2 năm 1092                          | Tháng 1 năm 1061 – Tháng 6 năm 1085                | Maria (?) Không có con Adelhaid của Hungary c. 1057 4 người con Świętosława của Ba Lan 1062 5 người con |
| Vratislav II       | không khung | c. 1033 – 14 tháng 2 năm 1092                          | Tháng 6 năm 1085 – 14 tháng 1 năm 1092             | Maria (?) Không có con Adelhaid của Hungary c. 1057 4 người con Świętosława của Ba Lan 1062 5 người con |
| Konrád I           | không khung | c. 1035 – 6 tháng 9 năm 1092                           | Tháng 1 – 6 tháng 9 năm 1092                       | Wirpirk xứ Tengling 1054 4 người con |
| Břetislav II       | không khung | c. 1060 – 22 tháng 12 năm 1100                         | Tháng 9 năm 1092 – 22 tháng 12 năm 1100            | Lukarta xứ Bogen Tháng 9 năm 1094 1 người con |
| Bořivoj II         | không khung | c. 1064 – 2 tháng 2 năm 1124                           | 25 tháng 12 năm 1100 – Tháng 5 năm 1107            | Helbirga của Áo 18 tháng 10 năm 1100 6 người con |
| Svatopluk          | không khung | c. 1075 – 21 tháng 9 năm 1109                          | Tháng 5 năm 1107 – 21 tháng 9 năm 1109             | Không rõ |
| Vladislav I        | không khung | c. 1070 – 12 tháng 4 năm 1125                          | 1109 – 1117                                        | Richeza xứ Berg 1110/1111 4 người con |
| Bořivoj II         | không khung | c. 1064 – 2 tháng 2 năm 1124                           | Thàng 12 năm 1117 – 16 tháng 8 năm 1120            | Helbirga của Áo 18 tháng 10 năm 1100 6 người con |
| Vladislav I        | không khung | c. 1070 – 12 tháng 4 năm 1125                          | 1120 – 1125                                        | Richeza xứ Berg 1110/1111 4 người con |
| Soběslav I         | không khung | c. 1090 – 14 tháng 2 năm 1140                          | 12 tháng 4 năm 1125 – 14 tháng 2 năm 1140          | Adelhaid xứ Hungary c. 1123 5 người con |
| Vladislav II       | không khung | c. 1110 – 18 tháng 1 năm 1174                          | Tháng 2 năm 1140 – 11 tháng 1 năm 1158             | Gertruda xứ Babenberger 1140 4 người con Judith xứ Thüringen 1153 3 người con |
| Vladislav II       | không khung | c. 1110 – 18 tháng 1 năm 1174                          | 11 tháng 1 năm 1158 – 1172                         | Gertruda xứ Babenberger 1140 4 người con Judith xứ Thüringen 1153 3 người con |
| Bedřich            | không khung | c. 1141/2 – 25 tháng 3 năm 1189                        | 1172 – 1173                                        | Erzsébet của Hungary c. 1157 6 người con |
| Soběslav II        | không khung | c. 1128 – 29 tháng 1 năm 1180                          | 1173 – 1178                                        | Elżbieta của Đại Ba Lan 1173/1174 Không có con |
| Bedřich            | không khung | c. 1141/2 – 25 tháng 3 năm 1189                        | 1178 – 25 tháng 3 năm 1189                         | Erzsébet của Hungary c. 1157 6 người con |
| Konrád II          | không khung | 1136/1141 – 9 tháng 9 năm 1191                         | Tháng 3 năm 1189 – 9 tháng 9 năm 1191              | Hellicha xứ Wittelsbach Trước năm 1176 Không có con |
| Václav II          |             | 1137 – sau năm 1192                                    | Tháng 9 – Tháng 12 năm 1191                        | Không rõ |
| Otakar I           | không khung | c. 1155/1167 – 15 tháng 12 năm 1230                    | 1192 – Tháng 6 năm 1193/Tháng 12 năm 1193          | Adelheid xứ Meißen 1178/ c. 1180 4 người con Konstancia của Hungary 1199 9 người con |
| Jindřich Břetislav | không khung | c. 1137 – 15 tháng 6 năm 1197                          | 1193 – 15/19 tháng 6 năm 1197                      | Không có |
| Vladislav Jindřich | không khung | c. 1160/1165 – 12 tháng 8 năm 1222                     | 22 tháng 6 – 6 tháng 12 năm 1197                   | Heilwida xứ Morava Trước năm 1200 Không có con |

### Vương quốc Bohemia (1198–1918)
| Tên                                    | Chân dung   | Sinh – mất                                 | Thời gian cai trị                               | Hôn nhân |
| -------------------------------------- | ----------- | ------------------------------------------ | ----------------------------------------------- | --- |
| Nhà Přemysl                            |             |                                            |                                                 | |
| Otakar I                               | không khung | c. 1155/1167 – 15 tháng 12 năm 1230        | Tháng 8/9 năm 1198 – 15 tháng 12 năm 1230       | Adelheid xứ Meißen 1178/ c. 1180 4 người con Konstancia của Hungary 1199 9 người con |
| Václav I                               | không khung | c. 1205 – 23 tháng 9 năm 1253              | 15 tháng 12 năm 1230 – 23 tháng 9 năm 1253      | Kunigunde xứ Staufen 1224 5 người con |
| Otakar II                              | không khung | 1233 – 26 tháng 8 năm 1278                 | 23 tháng 12 năm 1253 – 26 tháng 8 năm 1278      | Margarete của Áo 11 tháng 2 năm 1252 Không có con Kunigunda xứ Halych 25 tháng 10 năm 1261 3 người con |
| Václav II                              | không khung | 27 tháng 9 năm 1271 – 21 tháng 6 năm 1305  | 26 tháng 8 năm 1278 – 21 tháng 6 năm 1305       | Guta nhà Hasburg 26 tháng 1 năm 1285 10 người con Elżbieta Ryksa của Ba Lan 26 tháng 5 năm 1303 1 người con |
| Václav III                             | không khung | 6 tháng 10 năm 1289 – 4 tháng 8 năm 1306   | 21 tháng 6 năm 1305 – 4 tháng 8 năm 1306        | Viola Elisabeth xứ Teschen c. 5 tháng 10 năm 1305 Không có con |
| Không triều đại                        |             |                                            |                                                 | |
| Jindřich                               | không khung | c. 1265/1273 - 1280 – 2 tháng 4 năm 1335   | Tháng 8 – Tháng 10 năm 1306                     | Anna xứ Bohemia 13 tháng 2 năm 1306 Không có con Adelheid xứ Braunschweig 1313 2 người con Beatrice xứ Savoia 8 tháng 6 năm 1328 (?) Không có con                                                                                                |
| Rudolf I                               | không khung | c. 1281 – 3 tháng 7 năm 1307               | Tháng 10 năm 1306 – 3/4 tháng 7 năm 1307        | Blanche của Pháp 25 tháng 5 năm 1300 2 người con Elżbieta Ryksa của Ba Lan 16 tháng 10 năm 1306 Không có con |
| Jindřich                               | không khung | c. 1265/1273 - 1280 – 2 tháng 4 năm 1335   | 3/4 tháng 7 năm 1307 – 31 tháng 8 năm 1310      | Anna xứ Bohemia 13 tháng 2 năm 1306 Không có con Adelheid xứ Braunschweig 1313 2 người con Beatrice xứ Savoia 8 tháng 6 năm 1328 (?) Không có con                                                                                                |
| Nhà Luxemburg                          |             |                                            |                                                 | |
| Jan                                    | không khung | 10 tháng 8 năm 1296 – 26 tháng 8 năm 1346  | 3 tháng 12 năm 1310 – 26 tháng 8 năm 1346       | Eliška của Bohemia 1 tháng 9 năm 1310 7 người con Béatrice nhà Bourbon Tháng 12 năm 1334 1 người con |
| Karel I                                | không khung | 14 tháng 5 năm 1316 – 29 tháng 11 năm 1378 | 26 tháng 8 năm 1346 – 29 tháng 11 năm 1378      | Blanche xứ Valois Tháng 5 năm 1329 3 người con Anna xứ Baravia 11 tháng 3 năm 1349 1 người con Anna xứ Świdnica 27 tháng 5 năm 1353 3 người con Elżbieta xứ Pomerania 21 tháng 5 năm 1363 6 người con                                            |
| Václav IV                              | không khung | 26 tháng 2 năm 1361 – 16 tháng 8 năm 1419  | 29 tháng 11 năm 1378 – 16 tháng 8 năm 1419      | Johanna xứ Baravia 29 tháng 9 năm 1370 Không có con Sophie xứ Baravia 2 tháng 5 năm 1389 Không có con |
| Zikmund                                | không khung | 14 tháng 2 năm 1368 – 9 tháng 12 năm 1437  | 21 tháng 7 năm 1411 – 9 tháng 12 năm 1437       | Mária I của Hungary Tháng 10/15 tháng 11 năm 1385 1 người con Barbara xứ Celje Tháng 11 năm 1405 1 người con |
| Không triều đại                        |             |                                            |                                                 | |
| Albrecht II                            | không khung | 10 tháng 8 năm 1397 – 27 tháng 10 năm 1439 | 6 tháng 5 năm 1438 – 27 tháng 10 năm 1439       | Elisabeth xứ Luxemburg 19 tháng 4 năm 1422 4 người con |
| Ngôi vương bỏ trống (1439/1440 – 1453) |             |                                            |                                                 | |
| Ladislav                               | không khung | 22 tháng 2 năm 1440 – 23 tháng 11 năm 1457 | 28 tháng 10 năm 1453 – 23 tháng 11 năm 1457     | Không kết hôn |
| Jiří                                   | không khung | 23 tháng 4 năm 1420 – 22 tháng 3 năm 1471  | 2 tháng 3 năm 1458 – 22 tháng 3 năm 1471        | Kunigunde xứ Sternberg 1441 6 người con Johana xứ Rožmitál 1450 5 người con |
| Matyáš Korvín                          | không khung | 23 tháng 2 năm 1443 – 6 tháng 4 năm 1490   | 3 tháng 5 năm 1469 – 6 tháng 4 năm 1490         | Kateřina xứ Poděbrady 1 tháng 5 năm 1461 1 người con Beatriz xứ Napoli 22 tháng 2 năm 1476 Không có con |
| Nhà Jagiellon                          |             |                                            |                                                 | |
| Vladislav II                           | không khung | 1 tháng 3 năm 1456 – 13 tháng 3 năm 1516   | 27 tháng 5 năm 1471 – 13 tháng 3 năm 1516       | Barbara xứ Brandenburg 20 tháng 8 năm 1476 Không có con Beatriz xứ Napoli 4 tháng 10 năm 1490 Không có con Anne xứ Foix 6 tháng 10 năm 1502 2 người con                                                                                          |
| Ludvík                                 | không khung | 1 tháng 7 năm 1506 – 29 tháng 8 năm 1526   | 13 tháng 3 năm 1516 – 29 tháng 8 năm 1526       | María của Hungary 22 tháng 7 năm 1515 Không có con |
| Nhà Habsburg                           |             |                                            |                                                 | |
| Ferdinand I                            | không khung | 10 tháng 3 năm 1503 – 25 tháng 7 năm 1564  | 24 tháng 10 năm 1526 – 25 tháng 7 năm 1564      | Anna Jagellonica 26 tháng 5 năm 1521 15 người con |
| Maxmilián II                           | không khung | 31 tháng 7 năm 1527 – 12 tháng 10 năm 1576 | 14 tháng 5 năm 1562 – 12 tháng 10 năm 1576      | María của Tây Ban Nha 15 tháng 9 năm 1548 16 người con |
| Rudolf II                              | không khung | 18 tháng 7 năm 1552 – 20 tháng 1 năm 1612  | 22 tháng 9 năm 1575 – trước 23 tháng 5 năm 1611 | Không kết hôn |
| Matyáš II                              | không khung | 24 tháng 2 năm 1557 – 20 tháng 3 năm 1619  | 11 tháng 3 năm 1611 – 16 tháng 5 năm 1617       | Anna xứ Tyrol 4 tháng 12 năm 1611 Không có con |
| Ferdinand II                           | không khung | 9 tháng 7 năm 1578 – 15 tháng 2 năm 1637   | 5 tháng 6 năm 1617 – 26 tháng 8 năm 1619        | Maria Anna xứ Bayern 23 tháng 4 năm 1600 7 người con Eleonora Gonzaga 2 tháng 2 năm 1622 Không có con |
| Nhà Wittelsbach                        |             |                                            |                                                 | |
| Fridrich I                             | không khung | 26 tháng 8 năm 1596 – 29 tháng 11 năm 1632 | 26 tháng 8 năm 1619 – 8 tháng 11 năm 1620       | Elizabeth Stuart 14 tháng 2 năm 1613 13 người con |
| Nhà Habsburg                           |             |                                            |                                                 | |
| Ferdinand II                           | không khung | 9 tháng 7 năm 1578 – 15 tháng 2 năm 1637   | 9 tháng 11 năm 1620 – 15 tháng 2 năm 1637       | Maria Anna xứ Bayern 23 tháng 4 năm 1600 7 người con Eleonora Gonzaga 2 tháng 2 năm 1622 Không có con |
| Ferdinand III                          | không khung | 13 tháng 7 năm 1608 – 2 tháng 4 năm 1657   | 21 tháng 11 năm 1627 – 2 tháng 4 năm 1657       | Maria Anna của Tây Ban Nha 20 tháng 2 năm 1631 6 người con Maria Leopoldine xứ Tyrol 2 tháng 7 năm 1648 1 người con Eleonora Gonzaga 30 tháng 4 năm 1651 4 người con                                                                             |
| Ferdinand IV                           | không khung | 8 tháng 9 năm 1633 – 9 tháng 7 năm 1654    | 5 tháng 8 năm 1646 – 9 tháng 7 năm 1654         | Không kết hôn |
| Leopold I                              | không khung | 9 tháng 6 năm 1640 – 5 tháng 5 năm 1705    | 18 tháng 7 năm 1658 – 5 tháng 5 năm 1705        | Margarita Teresa của Tây Ban Nha 15 tháng 9 năm 1666 4 người con Claudia Felizitas của Áo 15 tháng 10 năm 1673 Không có con Eleonore Magdalene xứ Neuburg 14 tháng 13 năm 1676 10 người con                                                      |
| Josef I                                | không khung | 26 tháng 6 năm 1678 – 17 tháng 4 năm 1711  | 5 tháng 5 năm 1705 – 17 tháng 4 năm 1711        | Wilhelmine Amalie xứ Braunschweig 24 tháng 2 năm 1699 3 người con |
| Karel VI                               | không khung | 1 tháng 10 năm 1685 – 20 tháng 10 năm 1740 | 17 tháng 4 năm 1711 – 20 tháng 10 năm 1740      | Elisabeth Christine 1 tháng 8 năm 1708 4 người con |
| Marie Terezie                          | không khung | 13 tháng 5 năm 1717 – 29 tháng 11 năm 1780 | 20 tháng 10 năm 1740 – 19 tháng 12 năm 1741     | Franz I Stefan 16 tháng 2 năm 1736 16 người con |
| Karel VII                              | không khung | 6 tháng 8 năm 1697 – 20 tháng 1 năm 1745   | 19 tháng 12 năm 1741 – 12 tháng 5 năm 1743      | Maria Amalia của Áo 5 tháng 10 năm 1722 7 người con |
| Nhà Habsburg-Lothringen                |             |                                            |                                                 | |
| Josef II                               | không khung | 13 tháng 3 năm 1741 – 20 tháng 2 năm 1790  | 29 tháng 11 năm 1780 – 20 tháng 2 năm 1790      | Isabel xứ Parma 6 tháng 10 năm 1760 4 người con |
| Leopold II                             | không khung | 5 tháng 5 năm 1747 – 1 tháng 3 năm 1792    | 20 tháng 2 năm 1790 – 1 tháng 3 năm 1792        | María Luisa của Tây Ban Nha 5 tháng 8 năm 1765 16 người con |
| František I                            | không khung | 12 tháng 2 năm 1768 – 2 tháng 3 năm 1835   | 1 tháng 3 năm 1792 – 2 tháng 3 năm 1835         | Elisabeth xứ Württemberg 6 tháng 1 năm 1778 1 người con Maria Teresa của Napoli và Sicilia 15 tháng 9 năm 1790 12 người con María Luisa xứ Áo-Este 6 tháng 1 năm 1808 Không có con Karoline Auguste của Bayern 10 tháng 11 năm 1816 Không có con |
| Ferdinand V                            | không khung | 19 tháng 4 năm 1793 – 29 tháng 6 năm 1875  | 2 tháng 3 năm 1835 – 2 tháng 12 năm 1848        | Maria Anna xứ Savoia 27 tháng 2 năm 1831 Không có con |
| František Josef I                      | không khung | 18 tháng 8 năm 1830 – 21 tháng 11 năm 1916 | 2 tháng 12 năm 1848 – 21 tháng 11 năm 1916      | Elisabeth xứ Bayern 24 tháng 4 năm 1854 4 người con |
| Karel III                              | không khung | 17 tháng 8 năm 1887 – 1 tháng 4 năm 1922   | 21 tháng 11 năm 1916 – 3 tháng 4 năm 1919       | Zita nhà Bourbon-Parma 21 tháng 10 năm 1911 8 người con |

## Dòng thời gian của quân chủ Bohemia
|  |  |  |